# Lymeon tuheitensis
Lymeon tuheitensis là một loài tò vò trong họ Ichneumonidae.